# Nærøya
Nærøya ist eine Insel im norwegischen Fylke Nordland, die zu der Kommune Øksnes gehört. Wie auch die anderen drei Inseln in der Øksnes Vestbygd wurde Nærøya um 1970 von den Bewohnern wegen fehlender Infrastruktur aufgegeben. 
Seit 1989 wird die Insel im Hauptort Finvåg aber wieder etwas belebt. Der Ort hatte eine Internatsschule aus dem Jahr 1868 mit der dazugehörigen Kirche. Nun hat man dort ein Gästehaus eröffnet, das auch als abgelegene Tagungsstätte genutzt wird.
Man nimmt an, dass der Name „Nærøya“ eine Ableitung vom Namen der altnordischen Wanengottheit Njörd ist. Auch heute noch ist die Øksnes Vestbygd mit dem Naturhafen Finvåg ein beliebtes Ziel für Segler.